# Players Championship de 2023
El Players Championship de 2023 (conocido en inglés y por motivos de patrocinio como 2023 Duelbits Players Championship) fue un torneo de snooker, profesional y de ranking, que se celebró en la ciudad inglesa de Wolverhampton entre el 20 y el 26 de febrero de 2023. Fue el duodécimo certamen de ranking de la temporada 2022-23 y el segundo torneo de la Players Series, precedido por el World Grand Prix y sucedido por el Tour Championship de finales de marzo.
En el torneo participaron los jugadores que se encontraban entre los dieciséis primeros puestos del ranking de ganancias a un año. ITV4 lo emitió en el Reino Unido, mientras que Eurosport abrió la retransmisión a toda Europa. Neil Robertson, que derrotó a Barry Hawkins (10-5) en la final de 2022, habría tenido que defender el título, pero no se clasificó, pues no estaba entre los dieciséis mejores de la temporada al cabo del Abierto de Gales. Shaun Murphy, que derrotó en la final a Ali Carter (10-4), se proclamó campeón de esta edición.

## Premios
Se repartieron 385 000 libras esterlinas en premios. El dinero se distribuyó según la fase que alcanzó cada jugador, de la siguiente manera:
- campeón: 125 000
- subcampeón: 50 000
- semifinalistas: 30 000
- cuartos de final: 15 000
- octavos de final: 10 000

Además, se le concedieron diez mil libras adicionales a Murphy por tejer la tacada más alta del torneo.

## Lista de jugadores
La lista de jugadores y el puesto en el que acceden al Players Championship los determina el ranking a un año, hasta el Abierto de Gales, que también se contó. Se clasifican dieciséis, y así quedó el orden:
| Pos. | Jugador        | Número de puntos |
| ---- | -------------- | ---------------- |
| 1    | Mark Allen     | 516 000          |
| 2    | Ryan Day       | 144 000          |
| 3    | Kyren Wilson   | 141 500          |
| 4    | Robert Milkins | 139 500          |
| 5    | Ali Carter     | 136 000          |
| 6    | Ding Junhui    | 130 500          |
| 7    | Mark Selby     | 125 500          |
| 8    | Luca Brecel    | 116 000          |
| 9    | Jack Lisowski  | 115 000          |
| 10   | Shaun Murphy   | 112 000          |
| 11   | Gary Wilson    | 107 500          |
| 12   | Judd Trump     | 105 500          |
| 13   | Tom Ford       | 103 500          |
| 14   | Zhou Yuelong   | 79 500           |
| 15   | Chris Wakelin  | 73 500           |
| 16   | Joe O'Connor   | 72 000           |

## Cuadro
Entre paréntesis, se indica el puesto en el que accedieron al torneo los jugadores. Recalcado en negrita figura el ganador de cada partido:
|  | octavos de final (mejor de 11) | octavos de final (mejor de 11) |                   |   | cuartos de final (mejor de 11) | cuartos de final (mejor de 11) |  |  | semifinales (mejor de 11) | semifinales (mejor de 11) |  |  | final (mejor de 19) | final (mejor de 19) |
|  |                                |                                |                   |   |                                |                                |  |  |                           |                           |  |  |                     |                     |
|  | 20 de febrero                  |                                |                   |   |                                |                                |  |  |                           |                           |  |  |                     |                     |
|  |                                |                                |                   |   |                                |                                |  |  |                           |                           |  |  |                     |                     |
|  | Mark Allen (1)                 | 3                              |                   |   |                                |                                |  |  |                           |                           |  |  |                     |                     |
|  | Mark Allen (1)                 | 3                              | 23 de febrero     |   |                                |                                |  |  |                           |                           |  |  |                     |                     |
|  | Joe O'Connor (16)              | 6                              |                   |   |                                |                                |  |  |                           |                           |  |  |                     |                     |
|  | Joe O'Connor (16)              | 6                              | Joe O'Connor (16) | 6 |                                |                                |  |  |                           |                           |  |  |                     |                     |
|  | 22 de febrero                  |                                | Joe O'Connor (16) | 6 |                                |                                |  |  |                           |                           |  |  |                     |                     |
|  |                                | Luca Brecel (8)                | 5                 |   |                                |                                |  |  |                           |                           |  |  |                     |                     |
|  | Luca Brecel (8)                | Luca Brecel (8)                | 5                 | 6 |                                |                                |  |  |                           |                           |  |  |                     |                     |
|  | Luca Brecel (8)                |                                | 24 de febrero     | 6 |                                |                                |  |  |                           |                           |  |  |                     |                     |
|  | Jack Lisowski (9)              | 4                              |                   |   |                                |                                |  |  |                           |                           |  |  |                     |                     |
|  | Jack Lisowski (9)              | 4                              | Joe O'Connor (16) | 4 |                                |                                |  |  |                           |                           |  |  |                     |                     |
|  | 21 de febrero                  |                                | Joe O'Connor (16) | 4 |                                |                                |  |  |                           |                           |  |  |                     |                     |
|  |                                | Ali Carter (5)                 | 6                 |   |                                |                                |  |  |                           |                           |  |  |                     |                     |
|  | Ali Carter (5)                 | Ali Carter (5)                 | 6                 | 6 |                                |                                |  |  |                           |                           |  |  |                     |                     |
|  | Ali Carter (5)                 | 22 de febrero                  |                   | 6 |                                |                                |  |  |                           |                           |  |  |                     |                     |
|  | Judd Trump (12)                | 5                              |                   |   |                                |                                |  |  |                           |                           |  |  |                     |                     |
|  | Judd Trump (12)                | 5                              | Ali Carter (5)    | 6 |                                |                                |  |  |                           |                           |  |  |                     |                     |
|  | 21 de febrero                  |                                | Ali Carter (5)    | 6 |                                |                                |  |  |                           |                           |  |  |                     |                     |
|  |                                | Robert Milkins (4)             | 1                 |   |                                |                                |  |  |                           |                           |  |  |                     |                     |
|  | Robert Milkins (4)             | Robert Milkins (4)             | 1                 | 6 |                                |                                |  |  |                           |                           |  |  |                     |                     |
|  | Robert Milkins (4)             |                                | 26 de febrero     | 6 |                                |                                |  |  |                           |                           |  |  |                     |                     |
|  | Tom Ford (13)                  | 5                              |                   |   |                                |                                |  |  |                           |                           |  |  |                     |                     |
|  | Tom Ford (13)                  | 5                              | Ali Carter (5)    | 4 |                                |                                |  |  |                           |                           |  |  |                     |                     |
|  | 21 de febrero                  |                                | Ali Carter (5)    | 4 |                                |                                |  |  |                           |                           |  |  |                     |                     |
|  |                                | Shaun Murphy (10)              | 10                |   |                                |                                |  |  |                           |                           |  |  |                     |                     |
|  | Kyren Wilson (3)               | Shaun Murphy (10)              | 10                | 6 |                                |                                |  |  |                           |                           |  |  |                     |                     |
|  | Kyren Wilson (3)               | 24 de febrero                  |                   | 6 |                                |                                |  |  |                           |                           |  |  |                     |                     |
|  | Zhou Yuelong (14)              | 2                              |                   |   |                                |                                |  |  |                           |                           |  |  |                     |                     |
|  | Zhou Yuelong (14)              | 2                              | Kyren Wilson (3)  | 6 |                                |                                |  |  |                           |                           |  |  |                     |                     |
|  | 22 de febrero                  |                                | Kyren Wilson (3)  | 6 |                                |                                |  |  |                           |                           |  |  |                     |                     |
|  |                                | Gary Wilson (11)               | 1                 |   |                                |                                |  |  |                           |                           |  |  |                     |                     |
|  | Ding Junhui (6)                | Gary Wilson (11)               | 1                 | 3 |                                |                                |  |  |                           |                           |  |  |                     |                     |
|  | Ding Junhui (6)                |                                | 25 de febrero     | 3 |                                |                                |  |  |                           |                           |  |  |                     |                     |
|  | Gary Wilson (11)               | 6                              |                   |   |                                |                                |  |  |                           |                           |  |  |                     |                     |
|  | Gary Wilson (11)               | 6                              | Kyren Wilson (3)  | 3 |                                |                                |  |  |                           |                           |  |  |                     |                     |
|  | 21 de febrero                  |                                | Kyren Wilson (3)  | 3 |                                |                                |  |  |                           |                           |  |  |                     |                     |
|  |                                | Shaun Murphy (10)              | 6                 |   |                                |                                |  |  |                           |                           |  |  |                     |                     |
|  | Mark Selby (7)                 | Shaun Murphy (10)              | 6                 | 3 |                                |                                |  |  |                           |                           |  |  |                     |                     |
|  | Mark Selby (7)                 | 23 de febrero                  |                   | 3 |                                |                                |  |  |                           |                           |  |  |                     |                     |
|  | Shaun Murphy (10)              | 6                              |                   |   |                                |                                |  |  |                           |                           |  |  |                     |                     |
|  | Shaun Murphy (10)              | 6                              | Shaun Murphy (10) | 6 |                                |                                |  |  |                           |                           |  |  |                     |                     |
|  | 20 de febrero                  |                                | Shaun Murphy (10) | 6 |                                |                                |  |  |                           |                           |  |  |                     |                     |
|  |                                | Ryan Day (2)                   | 0                 |   |                                |                                |  |  |                           |                           |  |  |                     |                     |
|  | Ryan Day (2)                   | Ryan Day (2)                   | 0                 | 6 |                                |                                |  |  |                           |                           |  |  |                     |                     |
|  | Ryan Day (2)                   |                                |                   | 6 |                                |                                |  |  |                           |                           |  |  |                     |                     |
|  | Chris Wakelin (15)             | 2                              |                   |   |                                |                                |  |  |                           |                           |  |  |                     |                     |
|  | Chris Wakelin (15)             | 2                              |                   |   |                                |                                |  |  |                           |                           |  |  |                     |                     |

## Final
La final se celebró el 26 de febrero de 2023 en el Aldersley Leisure Village de Wolverhampton. Así discurrió:
| Al mejor de 19 mesas. Aldersley Leisure Village (Wolverhampton), 26 de febrero. Árbitro: Brendan Moore |                |                |                             |                             |                             |                             |                             |                   |                   |                   |                   |
| Ali Carter (5)                                                                                         | Ali Carter (5) | Ali Carter (5) | 4-10                        | 4-10                        | 4-10                        | 4-10                        | 4-10                        | Shaun Murphy (10) | Shaun Murphy (10) | Shaun Murphy (10) | Shaun Murphy (10) |
| Sesión de tarde: 2-6                                                                                   |                |                |                             |                             |                             |                             |                             |                   |                   |                   |                   |
| Mesa                                                                                                   | 1              | 2              | 3                           | 4                           | 5                           | 6                           | 7                           | 8                 | 9                 | 10                | 11                |
| Carter                                                                                                 | 18             | 0              | 54 (54)                     | 128 (122)                   | 8                           | 99 (59)                     | 0                           | 0                 | —                 | —                 | —                 |
| Murphy                                                                                                 | 67             | 145 (145)      | 68                          | 4                           | 46                          | 12                          | 141                         | 112               | —                 | —                 | —                 |
| Sesión de noche: 2-4                                                                                   |                |                |                             |                             |                             |                             |                             |                   |                   |                   |                   |
| Mesa                                                                                                   | 1              | 2              | 3                           | 4                           | 5                           | 6                           | 7                           | 8                 | 9                 | 10                | 11                |
| Carter                                                                                                 | 0              | 0              | 72 (71)                     | 87 (82)                     | 48                          | 0                           | ―                           | ―                 | ―                 | ―                 | ―                 |
| Murphy                                                                                                 | 89 (89)        | 103 (103)      | 8                           | 9                           | 88 (88)                     | 130 (130)                   | ―                           | ―                 | ―                 | ―                 | ―                 |
| Ali Carter (5)                                                                                         | Ali Carter (5) | Ali Carter (5) | 4-10                        | 4-10                        | 4-10                        | 4-10                        | 4-10                        | Shaun Murphy (10) | Shaun Murphy (10) | Shaun Murphy (10) | Shaun Murphy (10) |
| 122 | 122            | 122            | tacada más alta             | tacada más alta             | tacada más alta             | tacada más alta             | tacada más alta             | 145               | 145               | 145               | 145               |
| 1 | 1              | 1              | centenas                    | centenas                    | centenas                    | centenas                    | centenas                    | 5                 | 5                 | 5                 | 5                 |
| 5 | 5              | 5              | tacadas de más de 50 puntos | tacadas de más de 50 puntos | tacadas de más de 50 puntos | tacadas de más de 50 puntos | tacadas de más de 50 puntos | 7                 | 7                 | 7                 | 7                 |
| Shaun Murphy se proclama campeón del Players Championship de 2023                                      |                |                |                             |                             |                             |                             |                             |                   |                   |                   |                   |

## Centenas
Durante el torneo, los jugadores consiguieron amasar un total de veintitrés centenas, de las que once fueron de Murphy, que también consiguió las cinco tacadas más elevadas y la más alta del torneo, con 145. Estas fueron todas las del torneo:
- 145, 141, 137, 135, 133, 130, 112, 107, 105, 104, 103 — Shaun Murphy
- 132, 125 — Joe O'Connor
- 126 — Ding Junhui
- 121, 104, 100 — Kyren Wilson
- 115 — Gary Wilson
- 107 — Ali Carter
- 104 — Jack Lisowski
- 102 — Ryan Day
- 100 — Zhou Yuelong